# The Singles Collection (Britney Spears-album)
A The Singles Collection Britney Spears második válogatásalbuma. Az első héten 26 800, a megjelenése óta pedig 1 300 000 példányban kelt el. Az énekesnő karrierje kezdetének tizedik évfordulóját ünnepli. A lemez 2009. november 24-én jelent meg. Egy új dalt tartalmaz, a 3 címűt, melyet több sikeres dala szerzőjének, Max Martinnak a közreműködésével készített. A 3 szeptember 29-én került a rádiókhoz világszerte.
Tízéves karrierje során Britneynek öt albuma debütált #1 pozícióban a Billboard 200 albumlistán, és 23 slágere ért el Top 40-es helyezést a Billboard Pop Singles listáján. Britney Spears világszerte az egyik legtöbb lemezt eladó művész az elmúlt 10 évet tekintve; lemezei, a …Baby One More Time (1999), az Oops!... I Did It Again (2000), a Britney (2001), az In the Zone (2003), a Blackout (2007) és a Circus (2008) sorra felkerültek az eladási listák élére. Eddig több mint 100 millió albumot adott el világszerte.
A The Singles Collection több változatban is napvilágot lát: Ultimate Fan Box Set és kétféle standard változat.

## Változatok

### Ultimate Fan Box Set
Az Ultimate Fan Box Set változat az összes eddig megjelent kislemezt tartalmazza 29 db CD-n, köztük az új, 3 című dalt is. Minden egyes lemez külön papírtokban van a dobozon belül, az eredeti kislemezborító grafikájával, és szerepel rajtuk egy további, B-oldalas dal vagy az adott dal remixe is. A kollekció tartalmaz egy DVD-lemezt is  Britney összes eddigi videóklipjével, időrendi sorrendben. A dobozban található egy különleges borítófüzet is, fotókkal és történetekkel minden egyes dalról.

### Standard kiadás
A The Singles Collection két standard változata: egy szimpla lemezes változat 18 dallal, papírtokban és egy 15 videóklipet tartalmazó DVD-vel kiegészített deluxe változat. Ezeken szintén megtalálható a 3 című új dal.

## Standard edition számlista
|     | Cím                                                                  | Szerző(k) | Hossz |
| --- | -------------------------------------------------------------------- | --- | ----- |
| 1.  | 3 (új dal)                                                           | Max Martin, Shellback, Tiffany Amber                                                                          | 3:33  |
| 2.  | …Baby One More Time (album: …Baby One More Time)                     | Max Martin | 3:30  |
| 3.  | (You Drive Me Crazy) (The Stop Remix) (album: …Baby One More Time)   | Max Martin, Jörgen Elofsson, Per Magnusson, David Kreuger                                                     | 3:54  |
| 4.  | Born to Make You Happy (album: …Baby One More Time)                  | Andreas Carlsson, Kristian Lundin                                                                             | 4:03  |
| 5.  | Oops!… I Did It Again (album: Oops!... I Did It Again)               | Max Martin, Rami Yacoub                                                                                       | 3:30  |
| 6.  | Stronger (album: Oops!... I Did It Again)                            | Max Martin, Rami Yacoub                                                                                       | 3:21  |
| 7.  | I’m a Slave 4 U (album: Britney)                                     | Pharrell Williams, Chad Hugo                                                                                  | 3:23  |
| 8.  | I’m Not a Girl, Not Yet a Woman (album: Britney)                     | Max Martin, Dido, Rami Yacoub                                                                                 | 3:51  |
| 9.  | Boys (The Co-Ed Remix) (featuring Pharrell Williams, album: Britney) | Chad Hugo, Pharrell Williams                                                                                  | 3:26  |
| 10. | Me Against the Music (featuring Madonna, album: In the Zone)         | Britney Spears, Madonna, Christopher Stewart, Penelope Magnet, Thabiso Nikhereanye, Terius Nash, Gary O'Brien | 3:43  |
| 11. | Toxic (album: In the Zone)                                           | Bloodshy & Avant, Cathy Dennis, Henrik Jonback                                                                | 3:21  |
| 12. | Everytime (album: In the Zone)                                       | Britney Spears, Annet Artani                                                                                  | 3:53  |
| 13. | Gimme More (album: Blackout)                                         | Nate Hills, Jim Beanz, Keri Hilson, Marcella Araica                                                           | 4:11  |
| 14. | Piece of Me (album: Blackout)                                        | Christian Karlsson, Pontus Winnberg, Klas Åhlund                                                              | 3:32  |
| 15. | Womanizer (album: Circus)                                            | Nikesha Briscoe, Rafael Akinyemi                                                                              | 3:43  |
| 16. | Circus (album: Circus)                                               | Lukasz Gottwald, Claude Kelly, Benjamin Levin                                                                 | 3:12  |
| 17. | If U Seek Amy (album: Circus)                                        | Max Martin, Shellback (Johan Karl Schuster), Savan Kotecha, Alexander Kronlund                                | 3:37  |
| 18. | Radar (album: Blackout / Circus)                                     | Christian Karlsson, P. Winnberg, H. Jonback, B. Muhammad, C. Nelson, E. Lewis & P. Smith                      | 3:49  |

## Ultimate Fan Box Set számlista
| …Baby One More Time Autumn Goodbye Sometimes I'm So Curious (You Drive Me) Crazy (The Stop Remix) I'll Never Stop Loving You Born to Make You Happy Born to Make You Happy (Kristian Lundin Bonus Remix) From the Bottom of My Broken Heart Thinkin' About You Oops!...I did It Again Deep in My Heart Lucky Heart Stronger Walk On By Don’t Let Me Be the Last to Know Don't Let Me Be the Last to Know (Hex Hector Radio Mix) I’m a Slave 4 U Intimidated Overprotected Overprotected (The Darkchild Remix) I’m Not a Girl, Not Yet a Woman I Run Away I Love Rock n Roll I'm Not a Girl, Not Yet a Woman (Metro Remix) Boys (The Co-Ed Remix featuring Pharrell Williams) Boys (Album Version) Me Against the Music Me Against the Music (Passengerz vs. The Club) | Toxic Toxic (Bloodshy & Avant's Intoxicated Remix) Everytime Everytime (Above & Beyond Club Mix) Outrageous Outrageous (Junkie XL's Dancehall Mix) My Prerogative My Prerogative (Armand Van Helden Remix) Do Something Do Something (Thick Vocal Mix) Someday Mona Lisa Gimme More Gimme More (Oakenfold Remix) Piece of Me Piece of Me (Bloodshy & Avant's Boz O lo Remix) Break the Ice Break the Ice (Kaskade Remix) Womanizer Everybody Circus Circus (Tom Neville's Ring Leader Mix) If U Seek Amy If U Seek Amy (Crookers Remix) Radar Radar (Bloodshy & Avant Remix) 3 3 (Groove Police Club Mix) |

## Slágerlistás helyezések
| Slágerlista                        | Legjobb helyezés |
| ---------------------------------- | ---------------- |
| Ausztrál albumslágerlista          | 23               |
| Belga albumslágerlista (Flandria)  | 50               |
| Belga albumslágerlista (Vallónia)  | 23               |
| Brit albumslágerlista              | 38               |
| Dán albumslágerlista               | 30               |
| Holland albumslágerlista           | 77               |
| Finn albumslágerlista              | 49               |
| Francia válogatásalbum-slágerlista | 10               |
| Görög albumslágerlista             | 40               |
| Japán albumslágerlista             | 8                |
| Mexikói albumslágerlista           | 15               |
| Német albumslágerlista             | 80               |
| Norvég albumslágerlista            | 36               |
| Olasz albumslágerlista             | 27               |
| Spanyol albumslágerlista           | 43               |
| USA Billboard 200                  | 22               |
| Új-zélandi albumslágerlista        | 22               |

## Megjelenési dátumok
A The Singles Collection megjelenési dátumai:
- : 2009. november 20.
- : 2009. november 23.
- : 2009. november
- : 2009. november 24.
- : 2009. november 25.

## Külső hivatkozások
- BritneySpears.com, hivatalos weboldal
- Britney.com, hivatalos weboldal a Jive Recordsnál
- The Circus Starring: Britney Spears, a turné hivatalos weboldala